# Lista das maiores bibliotecas públicas do Brasil
Abaixo segue a lista das maiores bibliotecas públicas do Brasil em acervo documental e bibliográfico.
| Ranking | Unidade federativa  | Nome da Biblioteca                                             | Número de volumes | Ref    |
| ------- | ------------------- | -------------------------------------------------------------- | ----------------- | ------ |
| 1.ª     | Rio de Janeiro      | Biblioteca Nacional do Brasil                                  | 9.000.000         | [ 1 ]  |
| 2.ª     | São Paulo           | Bibliotecas da USP                                             | 7.052.084         | [ 2 ]  |
| 3.ª     | Rio de Janeiro      | Bibliotecas da UFRJ                                            | 3.339.693         | [ 3 ]  |
| 4.ª     | São Paulo           | Biblioteca Mário de Andrade (municipal)                        | 3.200.000         | [ 4 ]  |
| 5.ª     | Distrito Federal    | Biblioteca Central (UnB)                                       | 1.500.000         | [ 5 ]  |
| 6.ª     | Pernambuco          | Bibliotecas da UFPE                                            | 1.177.893         | [ 6 ]  |
| 7.ª     | Minas Gerais        | Bibliotecas da UFMG                                            | 1.049.043         |        |
| 8.ª     | São Paulo           | Bibliotecas da Unicamp                                         | 1.028.253         | [ 7 ]  |
| 9.ª     | Bahia               | Bibliotecas da UFBA                                            | 888.687           | [ 8 ]  |
| 10.ª    | Pará                | Biblioteca Pública Arthur Vianna                               | 800.000           | [ 9 ]  |
| 11.ª    | Pernambuco          | Biblioteca Pública do Estado de Pernambuco                     | 640.000           | [ 10 ] |
| 12.ª    | Bahia               | Biblioteca Central do Estado da Bahia                          | 600.000           | [ 11 ] |
| 13.ª    | Paraná              | Biblioteca Pública do Paraná                                   | 600.000           | [ 12 ] |
| 14.ª    | Minas Gerais        | Biblioteca Pública Estadual de Minas Gerais                    | 570.000           | [ 13 ] |
| 15.ª    | Rio Grande do Sul   | Biblioteca Rio-Grandense                                       | 500.000           |        |
| 16.ª    | Amazonas            | Biblioteca Pública do Amazonas                                 | 375.000           | [ 14 ] |
| 17.ª    | São Paulo           | Biblioteca Comunitária da UFSCar                               | 272.653           | [ 15 ] |
| 18.ª    | Rio Grande do Sul   | Biblioteca Pública do Estado do Rio Grande do Sul              | 240.000           | [ 16 ] |
| 19.ª    | Sergipe             | Biblioteca Pública Epiphânio Dória                             | 230.000           | [ 17 ] |
| 20.ª    | Maranhão            | Biblioteca Pública Benedito Leite                              | 127.000           | [ 18 ] |
| 21.ª    | Piauí               | Biblioteca Carlos Castelo Branco - UFPI                        | 125.181           | [ 19 ] |
| 22.ª    | São Paulo           | Biblioteca Municipal Orígenes Lessa (municipal)                | 122.000           | [ 20 ] |
| 23.ª    | Ceará               | Biblioteca Pública Governador Menezes Pimentel                 | 115.000           | [ 21 ] |
| 24.ª    | Santa Catarina      | Biblioteca Pública do Estado de Santa Catarina                 | 115.000           | [ 22 ] |
| 25.ª    | Distrito Federal    | Biblioteca Nacional de Brasília                                | 100.000           | [ 23 ] |
| 26.ª    | Paraíba             | Biblioteca Pública do Estado da Paraíba                        | 100.000           | [ 24 ] |
| 27.ª    | Alagoas             | Biblioteca Pública Estadual Graciliano Ramos                   | 95.000            | [ 25 ] |
| 28.ª    | Acre                | Biblioteca Estadual do Acre                                    | 90.000            | [ 26 ] |
| 29.ª    | Goiás               | Biblioteca Pública Estadual Pio Vargas                         | 70.000            | [ 27 ] |
| 30.ª    | Rio Grande do Norte | Biblioteca Pública Câmara Cascudo                              | 65.000            | [ 28 ] |
| 31.ª    | Rio de Janeiro      | Biblioteca Parque Estadual                                     | 60.000            | [ 29 ] |
| 32.ª    | Distrito Federal    | Biblioteca Pública de Brasília                                 | 60.000            | [ 30 ] |
| 33.ª    | Amapá               | Biblioteca Pública Estadual Elcy Lacerda                       | 55.000            | [ 17 ] |
| 34.ª    | São Paulo           | Biblioteca Amadeu Amaral (municipal)                           | 43.000            | [ 31 ] |
| 35.ª    | Mato Grosso         | Biblioteca Pública Estadual Estevão de Mendonça                | 35.000            | [ 32 ] |
| 36.ª    | Mato Grosso do Sul  | Biblioteca Publica Estadual Doutor Isaías Paim                 | 30.000            | [ 33 ] |
| 37.ª    | Minas Gerais        | Biblioteca Municipal de Ipatinga                               | 30.000            | [ 34 ] |
| 38.ª    | São Paulo           | Biblioteca Municipal de Adamantina                             | 25.000            | [ 35 ] |
| 39.ª    | Espírito Santo      | Biblioteca Pública Estadual Levy Cúrcio da Rocha               | 21.700            | [ 36 ] |
| 40.ª    | Piauí               | Biblioteca Pública Estadual Desembargador Cromwell de Carvalho | 13.000            | [ 36 ] |
| 41.ª    | Piauí               | Biblioteca Municipal Mirócles Veras                            | 12.500            | [ 36 ] |
| 42.ª    | São Paulo           | Biblioteca Euclides da Cunha (municipal)                       | 12.000            | [ 31 ] |
| 43.ª    | Minas Gerais        | Biblioteca Pública Municipal de Pedro Leopoldo                 | 7.000             | [ 37 ] |
| 44.ª    | Tocantins           | Biblioteca Pública Estadual Darcy Cardeal                      | 3.000             | [ 17 ] |
| 45.ª    | Roraima             | Biblioteca Pública do Estado de Roraima                        | 3.000             | [ 36 ] |